# Garcinia intermedia
El mameyito (Garcinia intermedia)) es un árbol perennifolio de la familia Clusiaceae de frutos comestibles. Son también denominadas mameyillo. Estos árboles son ramificados desde su base, y alcanzan una altura de 15 metros con corona piramidal. Tienen un látex amarillo azufrado en todas sus partes. Hojas de 20 cm × 6 cm, simples, opuestas, oblongas elípticas, ápice acuminado y corto, base cuneada, pecíolo de 2,5 cm acanalado. Inflorescencia axilar en umbela, flores pedunculadas, unisexuales, anteras biloculares, orbiculares, cáliz con 2 sépalos, pétalos libres. Esta planta frutifica a partir de los 4 a 6 años de edad y en el Paraguay se conoce el fruto con su nombre indígena (o sea en el idioma Guaraní) se lo denomina "Pakurí". 
El fruto es una cápsula esferoide que mide entre 2 a 5 cm de largo y hasta 6 cm de diámetro. La escasa pulpa o parte comestible es de sabor ácido; contiene 1 a 3 semillas envueltas. Este fruto se consume maduro, crudo.